# Ken-David Masur

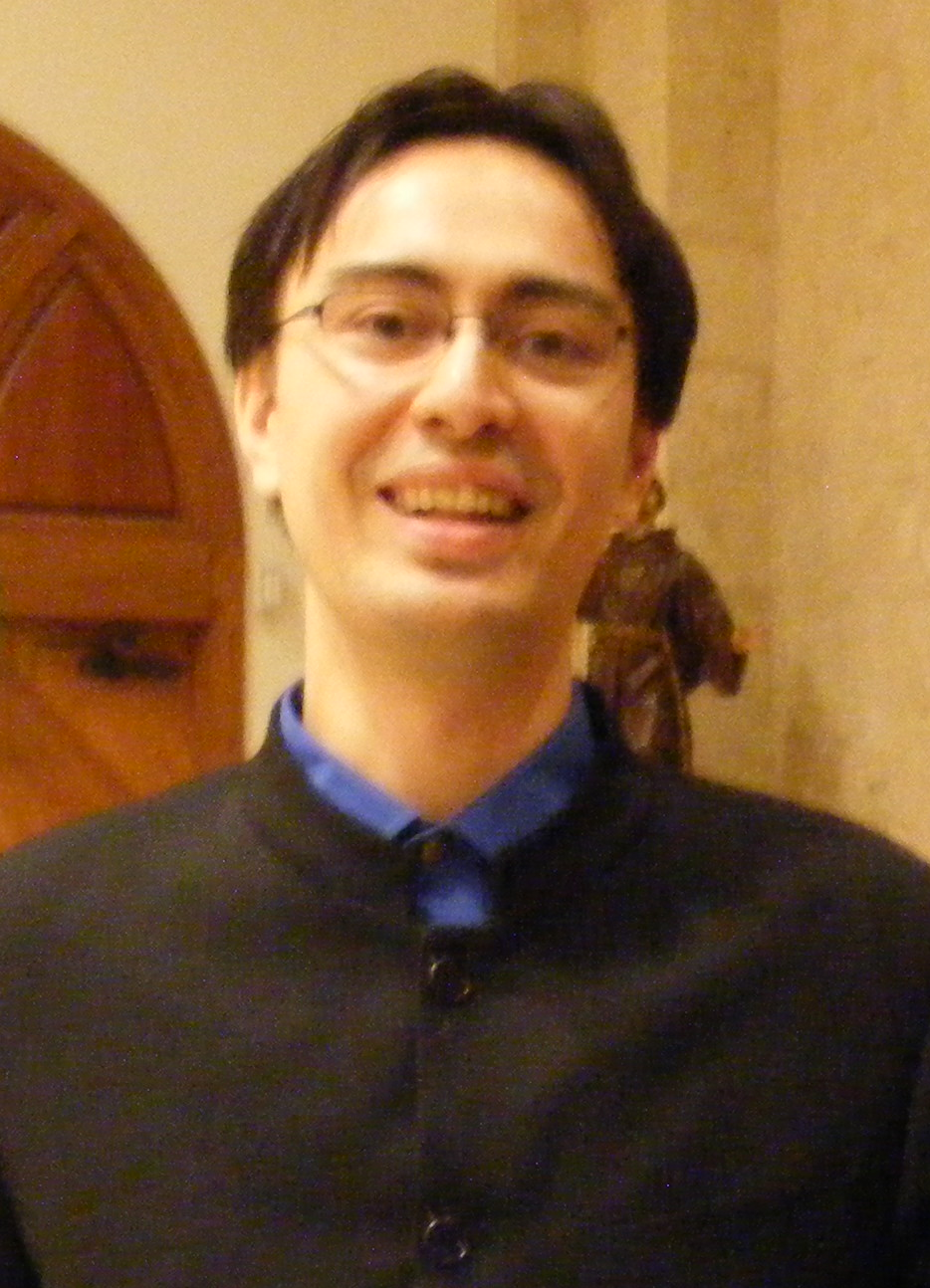
Ken-David Masur 2009

Ken-David Masur (geb. 1977 in Leipzig) ist ein in Deutschland geborener amerikanischer Dirigent.
Kevin-David Masur wurde als Sohn des Dirigenten Kurt Masur und Masurs dritter Ehefrau, der Sopranistin Tomoko Sakurai, in Leipzig geboren. Er begann im Alter von 6 Jahren mit dem Klavierstudium. Später erhielt er eine formale Gesangsausbildung an der Hochschule für Musik Hanns Eisler Berlin, wo er unter anderem von Thomas Quasthoff unterrichtet wurde. Während der Anstellung seines Vaters beim New York Philharmonic Orchestra besuchte Masur das Musikkonservatorium von Westchester, wo er Trompete studierte. Anschließend besuchte er die Columbia University, wo er das Orchester und den Chor der dortigen Bach-Gesellschaft gründete und von 1999 bis 2002 deren Erster Musikdirektor war.
In Europa war Masur von 2004 bis 2006 Assistenzdirigent des Orchestre National de France. Seit 2011 ist er Erster Gastdirigent der Münchner Symphoniker. In den USA war Masur von 2007 bis 2011 Resident Conductor des San Antonio Symphony Orchestra. Im Jahr 2011 wurde er Assistenzdirigent des San Diego Symphony Orchestra. 2011 war er Dirigierstipendiat beim Tanglewood Festival und gab sein Dirigierdebüt beim Boston Symphony Orchestra in Tanglewood im Juli 2012 in einem Programm, bei dem er und sein Vater sich die Dirigieraufgaben teilten. Später wurde er ab der Saison 2014–2015 Assistenzdirigent des Boston Symphony Orchestra.
Im Mai 2018 dirigierte Masur zum ersten Mal das Milwaukee Symphony Orchestra (MSO) als Gastdirigent. Das MSO verpflichtete ihn umgehend wieder für einen zweiten Gastdirigentenauftritt im September 2018. Auf der Grundlage dieser Konzerte kündigte das MSO im November 2018 die Ernennung Masurs zum nächsten Musikdirektor mit Wirkung für die Saison 2019–2020 an, mit einem anfänglichen Vertrag über vier Spielzeiten. Diese Ernennung markiert Masurs erste Ernennung zum Musikdirektor. Mit seiner Ernennung zum MSO trat Masur von seinem Posten in Boston zurück. Im Juni 2019 gab das Chicago Symphony Orchestra die Ernennung Masurs zum nächsten Chefdirigenten des Civic Orchestra of Chicago mit Wirkung ab der Saison 2019–2020 bekannt.
Masur ist mit der Pianistin Melinda Lee Masur verheiratet. Sie gründeten das Chelsea Music Festival und fungieren als dessen künstlerische Leiter. Sie haben drei Kinder.